# Ayuntamiento de Rentería
El Ayuntamiento de Rentería (en euskera: Errenteriako Udala) es el órgano encargado del gobierno y administración del municipio de Rentería, situado en la provincia de Guipúzcoa, País Vasco, España. Está presidido por el alcalde. En 2023 ocupa dicho cargo Aizpea Otaegi Mitxelena, de  EH Bildu.

## Alcaldes
| Periodo   | Nombre                                                                   | Partido                                                       |
| --------- | ------------------------------------------------------------------------ | ------------------------------------------------------------- |
| 1979-1983 | Xabin Olaizola Lasa                                                      | Herri Batasuna (HB)                                           |
| 1983-1987 | José María Gurruchaga Zapirain                                           | Partido Socialista de Euskadi (PSE PSOE)                      |
| 1987-1991 | Miguel Ángel Buen Lacambra                                               | Partido Socialista de Euskadi (PSE PSOE)                      |
| 1991-1995 | Miguel Ángel Buen Lacambra                                               | Partido Socialista de Euskadi (PSE PSOE)                      |
| 1995-1999 | Miguel Ángel Buen Lacambra (1995-1998) Adrián López Villegas (1998-1999) | Partido Socialista de Euskadi-Euskadiko Ezkerra (PSE-EE PSOE) |
| 1999-2003 | Miguel Ángel Buen Lacambra                                               | Partido Socialista de Euskadi-Euskadiko Ezkerra (PSE-EE PSOE) |
| 2003-2007 | Juan Carlos Merino González                                              | Partido Socialista de Euskadi-Euskadiko Ezkerra (PSE-EE PSOE) |
| 2007-2011 | Juan Carlos Merino González                                              | Partido Socialista de Euskadi-Euskadiko Ezkerra (PSE-EE PSOE) |
| 2011-2015 | Julen Mendoza Pérez                                                      | Bildu                                                         |
| 2015-2019 | Julen Mendoza Pérez                                                      | Euskal Herria Bildu (EH Bildu)                                |
| 2019-2023 | Aizpea Otaegi Mitxelena                                                  | Euskal Herria Bildu (EH Bildu)                                |
| 2023-act. | Aizpea Otaegi Mitxelena                                                  | Euskal Herria Bildu (EH Bildu)                                |

## Evolución de la deuda viva
El concepto de deuda viva contempla solo las deudas con cajas y bancos relativas a créditos financieros, valores de renta fija y préstamos o créditos transferidos a terceros, excluyéndose, por tanto, la deuda comercial.
| Gráfica de evolución de la deuda viva del Ayuntamiento entre 2008 y 2023                           |
| |
| Deuda viva del Ayuntamiento de Rentería, en miles de euros, según datos del Ministerio de Hacienda |

## Pleno
| Partido político | Partido político                                              | 2023   | 2019   | 2015   | 2011   | 2007   | 2003   | 1999   | 1995   | 1991   | 1987   | 1983   | 1979   |
| Partido político | Partido político                                              | Ediles | Ediles | Ediles | Ediles | Ediles | Ediles | Ediles | Ediles | Ediles | Ediles | Ediles | Ediles |
|                  | Euskal Herria Bildu (EH Bildu)-Bildu                          | 9      | 9      | 7      | 8      | —      | —      | —      | —      | —      | —      | —      | —      |
|                  | Partido Socialista de Euskadi-Euskadiko Ezkerra (PSE-EE PSOE) | 6      | 6      | 7      | 7      | 8      | 10     | 8      | 8      | 9      | 7      | 9      | 6      |
|                  | Euzko Alderdi Jeltzalea-Partido Nacionalista Vasco (EAJ-PNV)  | 3      | 3      | 3      | 3      | 2      | 7      | 4      | 2      | 2      | 1      | 4      | 5      |
|                  | Elkarrekin Podemos (EP)-Ezker Anitza-IU-Errenteria            | 2      | 3      | 4      | —      | —      | —      | —      | —      | —      | —      | —      | —      |
|                  | Partido Popular del País Vasco (PP)                           | 1      | 0      | 0      | 2      | 2      | 2      | 2      | 2      | 0      | 0      | —      | —      |
|                  | Ezker Batua-Berdeak (EB-B)                                    | —      | —      | —      | 1      | 2      | 2      | 1      | 2      | 0      | 0      | —      | —      |
|                  | Eusko Abertzale Ekintza-Acción Nacionalista Vasca (EAE-ANV)   | —      | —      | —      | —      | 6      | —      | —      | —      | —      | —      | —      | —      |
|                  | Eusko Alkartasuna (EA)                                        | —      | —      | —      | —      | 1      | PNV    | PNV    | 2      | 2      | 3      | —      | —      |
|                  | Euskal Herritarrok (EH)-Herri Batasuna (HB)                   | —      | —      | —      | —      | —      | —      | 6      | 5      | 6      | 7      | 5      | 6      |
|                  | Euskadiko Ezkerra (EE)                                        | PSE-EE | PSE-EE | PSE-EE | PSE-EE | PSE-EE | PSE-EE | PSE-EE | PSE-EE | 2      | 3      | 3      | 2      |
|                  | Partido Comunista de Euskadi (PCE-EPK)                        | —      | —      | —      | —      | —      | —      | —      | —      | —      | —      | —      | 1      |
|                  | Unificación de Socialistas de Euskadi (ESEI)                  | —      | —      | —      | —      | —      | —      | —      | —      | —      | —      | 0      | 1      |

## Resultados electorales
| Partido político                                              | 2023  | 2023  | 2023       | 2019  | 2019  | 2019       | 2015  | 2015  | 2015       | 2011  | 2011  | 2011       | 2007  | 2007  | 2007       |
| Partido político                                              | Votos | %     | Concejales | Votos | %     | Concejales | Votos | %     | Concejales | Votos | %     | Concejales | Votos | %     | Concejales |
| Euskal Herria Bildu (EH Bildu)-Bildu                          | 6717  | 41,07 | 9          | 6941  | 36,90 | 9          | 5938  | 31,82 | 7          | —     | —     | —          | —     | —     | —          |
| Partido Socialista de Euskadi-Euskadiko Ezkerra (PSE-EE PSOE) | 4522  | 27,65 | 6          | 5273  | 28,03 | 6          | 5276  | 28,27 | 7          | 4970  | 28,24 | 7          | 6412  | 37,03 | 8          |
| Euzko Alderdi Jeltzalea-Partido Nacionalista Vasco (EAJ-PNV)  | 2501  | 15,29 | 3          | 3012  | 16,01 | 3          | 2725  | 14,60 | 3          | 2232  | 12,68 | 3          | 2101  | 12,13 | 2          |
| Elkarrekin Podemos (EP)-Ezker Anitza-IU-Errenteria            | 1407  | 8,60  | 2          | 2656  | 14,12 | 3          | 3518  | 18,85 | 4          | —     | —     | —          | —     | —     | —          |
| Partido Popular del País Vasco (PP)                           | 918   | 5,61  | 1          | 754   | 4,00  | 0          | 877   | 4,70  | 0          | 1579  | 8,97  | 2          | 1439  | 8,31  | 2          |
| Ezker Batua-Berdeak (EB-B)                                    | —     | —     | —          | —     | —     | —          | —     | —     | —          | 810   | 5,69  | 1          | 1889  | 10,91 | 2          |
| Eusko Alkartasuna (EA)                                        | —     | —     | —          | —     | —     | —          | —     | —     | —          | 6301  | 35,81 | 8          | 873   | 5,04  | 1          |
| Eusko Abertzale Ekintza-Acción Nacionalista Vasca (EAE-ANV)   | —     | —     | —          | —     | —     | —          | —     | —     | —          | —     | —     | —          | 4296  | 24,86 | 6          |